# Liste des cours d'eau de la Turquie

Carte hydrographique de la Turquie (et zones limitrophes).

Cet article présente une liste des cours d'eau de la Turquie classés en fonction de la localisation de l'embouchure : Mer Noire, Bosphore, Mer de Marmara, etc.

## Mer Noire

### Partie anatolienne
- Sakarya (Sangarios[1], Xerabates[1])
  - Porsuk Çayı (Tembris[2], Tembrogius[2], Thymbres, Thymber)
    - Dereboğazı Çayı[3] (Felet Çayı[4])
    - Sarısu Çayı

  - Sorgun Çayı
    - Söğüt Çayı

  - Seydi Çayı[5] (Harami Çayı[6])
    - Sarısu Deresi
      - Çayırlık Çayı

    - Yönek Çayı

  - Ankara Çayı
    - Çubuk Çayı (tr)
    - Hatip Çayı (tr)
      - Bayındır Çayı

  - Kirmir Çayı
    - Bulak Çayı[7] (Berçin Çayı[8], Öz Çayı[9]) 
      - Bayındır Çayı

    - İlhan Çayı
- Kızılırmak (Halys)
  - Mısmıl Çayı
  - Damsa Çayı
  - Derinöz Çayı
  - Delice Irmağı (Delice Çayı, Cappadox)
    - Kılıçözü Çayı
      - Manahözü Deresi

    - Karasu Çayı
      - Kozanözü Çayı (Boğazlıyan Çayı, Büyüköz Deresi)

    - Kanak Çayı[10] (Konakçay[11], Konakdere[12])

  - Acısu Deresi
    - Maksutlu Deresi
    - Kanak Deresi
      - Çaylak Deresi

  - Körpeli Deresi[13] (Körpeli Boğaz Deresi[14])
  - Üskülüp[15] ou Osogülüc[16] (Üskülüp Çayı)
  - Gökırmak (tr)
    - Daday Çayı
      - Şadibey
- Yeşilırmak (Iris)
  - Çekerek Irmağı (Scylax)
    - Çorum Çayı
      - Ilgınözü Deresi
      - Suludere (Büyüksöğütözü Deresi, Büyüköz Çayı)

  - Boztepe Çayı[17] (Kurucuk Çayı[18])
  - Kelkit Çayı (Lycos du Pont[19])
    - Çobanlı Çayı[20]
    - Koşmasat Çayı
    - Çömlecik Deresi
- Gülüç Çayı (Aydınlar Çayı[21], Kızlar Çayı[22])
- Devrekani Çayı
  - İncesu Deresi (Örcünler Deresi)
- Büyük Melen (Küçük Melen en amont du barrage de Hasanlar)
- Çoruh (Tchorokhi, Acampsis) ( Géorgie)
  - Matchakhlistskali ( Géorgie)
  - Oltu Çayı
    - Tortum Çayı
- Ulutan Çayı
- Terme Çayı (Thermodon)
- Bartın Çayı (Parthénius)
- Yenice Irmağı (Filyos Çayı, Billi)
  - Devrek Çayı (Bolu Çayı, Kocasu Çayı)
  - Soğanlı Çayı (tr)
  - Araç Çayı (tr)

## Bosphore

### Rive européenne
- Alibey Deresi
- Kağıthane Deresi

## Mer de Marmara

### Rive européenne (Thrace)
- Kınık Deresi

### Rive anatolienne
- Nilüfer Çayı (Rhyndakos)
  - Simav Çayı[23] (Susurluk Çayı[24], Macestos[25])
- Biga Çayı (Kocabaş Çayı, Granique)
  - Can Deresi
    - Yakacık Deresi
- Kirazdere
- Gönen Çayı

## Détroit des Dardanelles

### Rive européenne
- Aigos Potamos
- Tayfur Çayı

### Rive anatolienne
- Çanakkale Çayı (Sarıçay[26])

## Mer Égée

### Partie européenne (Thrace)
- Meriç (Maritsa/Évros) ( Bulgarie,  Grèce)
  - Karaidemir[27] (Poğaça Deresi[28], Hayrabolu Deresi[29])
  - Toundja ( Bulgarie)
  - Ardas (Arda) ( Bulgarie,  Grèce)
    - Krumovitsa (en)

  - Ergene Nehri

### Partie anatolienne
- Gediz (Hermos)
  - Alaşehir Çayı
    - Derbent Deresi
    - Derbent Çayı

  - Sart Çayı (Pactole, Chrysorrhoas, Bagoulet)
  - Banaz Çayı (tr)
  - Koca Çayı
  - Bağ Deresi
- Küçük Menderes Nehri (Caÿstre, Petit Méandre)
- Büyük Menderes Nehri (Méandre, Grand Méandre)
  - Çürüksu Çayı (Lycos)
  - Akçay
  - Çine Çayı
    - Madran Çayı
- Bakırçay (Caïque)
  - Kestel Çayı (Kestel Deresi, Ilıca Deresi[30])
- Güzelhisar Çayı
- Eşen Çayı (Koca Çayı, Seki Çayı, Xanthe)
- Madra Çayı (Kozak Çayı[31])
- Sarıçay
- Yassıçay

## Mer Méditerranée
- Aksu Çayı
- Asi Nehri (Oronte, Draco, Typhon, Axius) ( Liban,  Syrie)
  - Beyazçay
- Ceyhan Nehri (Pyrame) formé de la confluence des rivières Hurman Çayı et Göksun Çayı
  - Aksu Nehri
  - Deliçay
    - Sünbaş Çayı
      - Kesiksuyu

    - Kilgen
- Göksu Nehri (Saleph, Calycadnus[32])
- Manavgat Nehri (Manavgat Irmağı, Mélas[33])
- Seyhan Nehri (Saros) formé de la confluence des rivières Zamantı Irmağı (tr) et Göksu (tr)
  - Üçürge Deresi
- Tarsus Çayı (Berdan Çayı, Cydnus)
- Köprüçay (Eurymédon)
  - Sorgun Deresi[34] (Aksu Çayı[35])
- Dalaman Çayı

## Golfe Persique
- Fırat Nehri (Euphrate) ( Syrie,  Irak) formé de la confluence des rivières Karasu et Murat Nehri
- Murat Nehri (Murat Su, Arsanias, Aratsani)
  - Gayt Çayı
  - Karakaya Deresi
    - Gevi Çayı
- Karasu (Téléboas)
  - Serçeme Çayı (Baş Çayı)
  - Buğur Çayı[36] (Beamberi Deresi[37]) ( Syrie)
  - Cip Çayı
  - Gönye Çayı
  - Göksu Çayı
  - Çaltı Çayı
    - Hikme Çayı[38] (Nih Çayı[39])

  - Habur (Khabur, Nahr al-Khābūr) ( Syrie)
  - Tohma
    - Sultansuyu
      - Polat Çayı[40] (Fındık Çayı[41])

  - Peri Çayı (Peri Suyu Çayı)
- Dicle Nehri (Tigre) ( Irak)
  - Habur Çayı (Petit Khabur, Nahr al-Khābūr) ( Irak)
  - Batman Çayı
  - Zap Suyu (Grand Zab, Lycos) ( Irak)

## Mer Caspienne
- Aras Nehri (Araxe) ( Arménie,  Azerbaïdjan,  Iran)
  - Arpaçay (Akhourian) ( Arménie)
- Kura ( Géorgie,  Azerbaïdjan)

## Cours d'eauendoréiques

### Lac d'Eğirdir
Lac de Hoyran
- Pupa Çayı

### Lac de Burdur
- Eren Çayı
  - Bademli Çayı

### Lac de Van
- Hoşap Çayı
- Karasu Cayı

### Lac d'Eber
- Akar Çayı
  - Kali Çayı
  - Seyitler Deresi[42] (Kuruçay[43])

### Lac Tuz
- Uluırmak (Ulu ırmak, Melendiz Çayı)

### Bassin deKonya
- Çarşamba Çayı
- May Çayı
- Sille Çayı
- İvriz Çayı se perd dans les plaines au nord d'Ereğli

### Autres
- Çayboğazı Çayı se perd dans le lac d'Avlan dans le district d'Elmalı.
- Deliçay se perd dans le plateau aux nord-ouest de la ville de Karaman
- Korkuteli Çayı se perd dans le plateau au nord-est de la ville de Korkuteli
- Suludere[44] (Karanlık Çayı[45]) se perd dans la plaine de Konaklı (Konaklı Ovası) dans le district et la province de Niğde
- Tabakhane Çayı[46] (Uzandı Deresi[47], Zondi Deresi[48]) traverse la ville de Niğde, puis se perd au sud-ouest de Bor